# Zachód Pilotów

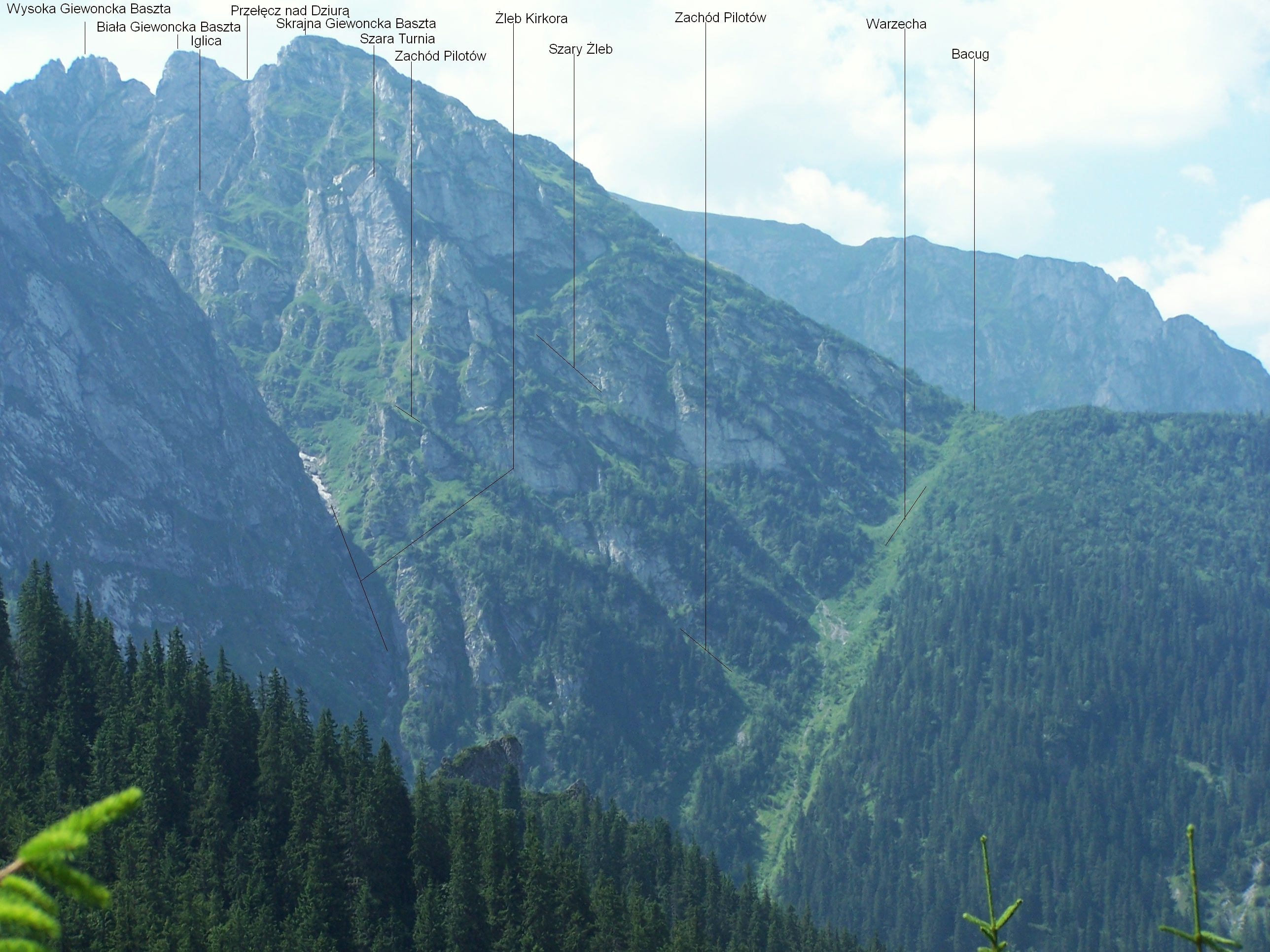
Widok na Mały Giewont z północno--wschodniej strony

Zachód Pilotów – wybitny zachód we wschodnich stokach Małego Giewontu w Tatrach Zachodnich. Pod taką nazwą znany jest w środowisku ratowników TOPR oraz taterników. Znajduje się na orograficznie prawej ścianie południowo-wschodniego żebra opadającego z Skrajnej Giewonckiej Baszty.  Zaczyna się w żlebie Warzecha około 200 m poniżej wylotu Szarego Żlebu i ciągnie się w skos w górę, pod ścianę Szarej Turni. Żebro Skrajnej Giewonckiej Turni obrywa się do Zachodu Pilotów ścianą o wysokości kilkudziesięciu metrów, która łatwa jest do przejścia tylko w dwóch miejscach. Do Żlebu Kirkora z zachodu opada stroma grzęda porośnięta lasem urwiskowym. Zachodem Pilotów prowadzi jeden z wariantów drogi wspinaczkowej na Skrajną Giewoncką Basztę.